# Armut und Gesundheit in Deutschland

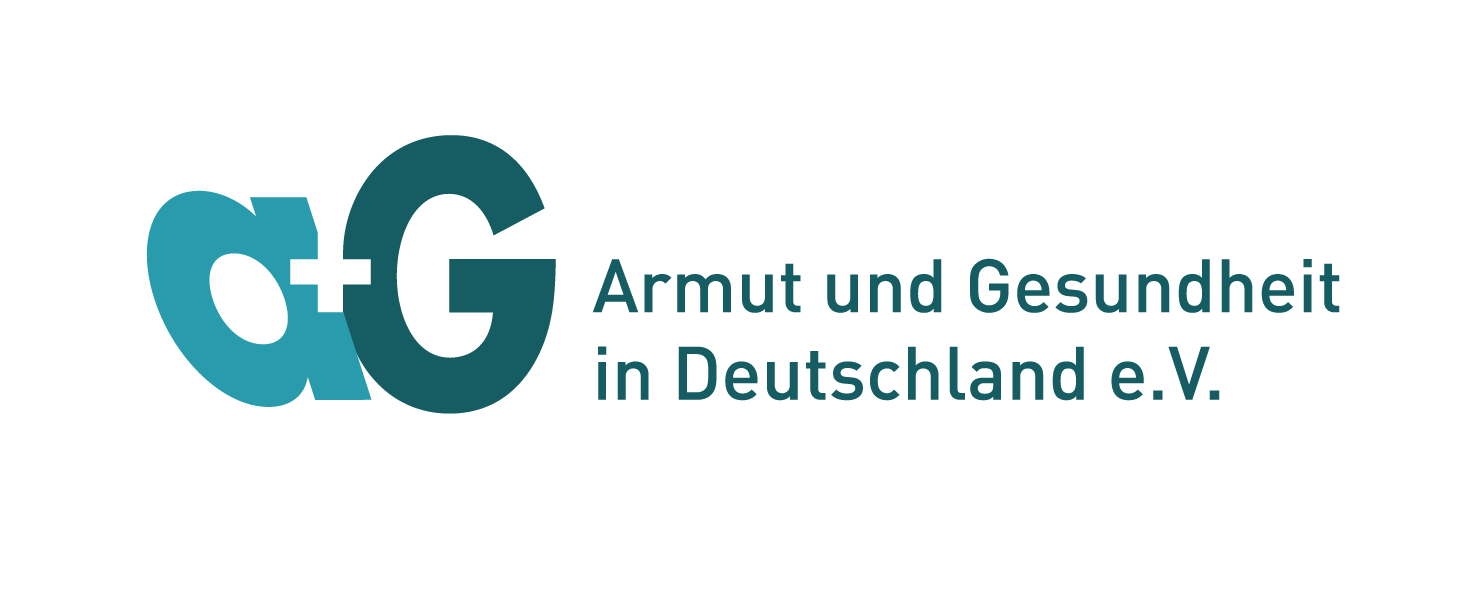
Logo des Vereins Armut und Gesundheit in Deutschland e. V.

Armut und Gesundheit in Deutschland ist der Name eines gemeinnützigen Vereins, den der Sozialmediziner Gerhard Trabert 1997 in Mainz zur Bekämpfung von Armut gegründet hat, wofür er mit dem Mainzer Medienpreis ausgezeichnet wurde. Der Verein ist Mitglied der Nationalen Armutskonferenz.

## Vorstand des Vereins
- Gerhard Trabert (1. Vorsitzender)
- Inge Rahn-Grode (Kassenwartin)
- Rahim Schmidt (2. Vorsitzender)

## Projekte des Vereins
Der Anfang wurde mit dem Mainzer Modell gemacht, das unter anderem ein Arztmobil als rollende Ambulanz beinhaltet, mit dem Obdachlose an ihren Verweilplätzen aufgesucht werden. Das Modell gilt inzwischen bundesweit als vorbildlich.
Inzwischen gibt es auch die Ambulanz ohne Grenzen die für alle offensteht, die nicht oder nur unzureichend krankenversichert sind und eine akute Behandlung benötigen. Jedes Jahr erfolgen über 2000 Behandlungen.
Mit dem Street-Jumper-Projekt wird Kindern und Jugendlichen in benachteiligten Wohngebieten in Mainz ein Raum für soziale Interaktionen und gesundheitliche Präventivmaßnahmen geboten.
Im Ausland betreibt der Verein das Projekt Armut global.
Seit dem 1. September 2019 ist die „Clearingstelle Krankenversicherung Rheinland-Pfalz“ im Verein eingerichtet. Zweck der Clearingstelle ist die Beratung von Menschen, die nicht krankenversichert sind. Die Initiative geht von den Medinetzen Koblenz und Mainz, der Ökumenischen Fördergemeinschaft Ludwigshafen „Street Doc“ und Armut und Gesundheit in Deutschland e.V. aus, die mit dieser politischen Initiative einen Zugang zu medizinischen Leistungen gemäß den gesetzlichen Krankenversicherungen für alle Menschen ermöglichen wollen.

## Auszeichnungen
Im Jahr 2010 erhielt der Verein den Helmut-Simon-Preis der Diakonie verliehen. 2015 folgte die Auszeichnung mit dem ESWA-Preis der Zivilgesellschaft durch die EU.